# Жудилово (деревня)
Жудилово — деревня в Унечском районе Брянской области в составе Старосельского сельского поселения.

## География
Находится в центральной части Брянской области на расстоянии приблизительно 33 км на восток по прямой от вокзала железнодорожной станции Унеча.

## История
Известна со второй половины XVII века, входила в Бакланскую сотню Стародубского полка (также и в Почепскую сотню). В середине XX века работали колхозы "Волна революции", "Новый путь". К 1781 году казаков осталось всего девять дворов, а крепостных крестьян Разумовского - четыре. До Великой Отечественной войны преобладало украинское население. В 1859 году здесь (деревня Мглинского уезда Черниговской губернии) учтено было 30 дворов, в 1892—49. 

## Население
Численность населения: 252 человека (1859 год), 379 (1892), 89 человека (русские 100 %) в 2002 году, 52 в 2010.